# Tilia × europaea
Tilia × europaea, el tilo híbrido de Holanda, generalmente conocido como el tilo común, es un híbrido espontáneo entre Tilia cordata (tilo de hoja pequeña) y Tilia platyphyllos (tilo de hoja grande). Aparece silvestre en localidades dispersas donde las otras dos especies son nativas.

## Descripción
Sus flores son de color amarillo claro, con forma de cacerola, y las hojas son grandes y cordadas. 

## Propiedades de la madera

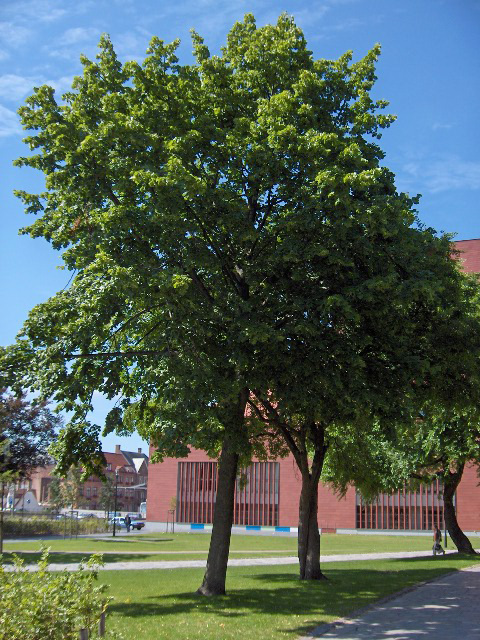

Semipesada. De pocos nervios y demasiado blanda. Muy válida para el corte a chapas y aplanadas de especies de aglomerado. No da problemas al tipo del manipulamiento de alguna herramienta y a los cortes, dados por ingletes o no. No da problema alguno si se insertan clavos o algún símil como los tornillos así como las colas.

## Taxonomía
Tilia heterophylla fue descrita por Carlos Linneo y publicado en Species Plantarum 1: 514. 1753.
Etimología
Tilia: nombre genérico que deriva de las palabras griegas: ptilon (= ala), por la característica de las brácteas que facilita la propagación de la fruta por el viento.
heterophylla: epíteto latíno que significa "con hojas diferentes".
Sinonimia
- Tilia   x vulgaris   Hayne   [1813]
- Tilia ulmifolia n-subsp. vulgaris (Hayne) H.Marcailhou & A.Marcailhou [1901]
- Tilia silvestris n-subsp. intermedia (DC.) Bonnier [1912]
- Tilia x intermedia DC. [1824]
- Tilia x acuminata Opiz[6]